# Миляцька сільська територіальна громада
Миляцька сільська територіальна громада — територіальна громада в Україні, у Сарненському районі, Рівненської області. Адміністративний центр — село Миляч.
Площа громади — 426,38 км², населення — 6319 мешканців (2018).
Утворена 4 листопада 2015 року шляхом об'єднання Жаденської, Миляцької, Перебродівської та Удрицької сільських рад Дубровицького району.

## Населені пункти
До складу громади входять 9 сіл:
- Біле
- Будимля
- Жадень
- Лугове
- Миляч
- Переброди
- Смородськ
- Удрицьк
- Хочин

## Історія
Відповідно до Закону України «Про добровільне об'єднання територіальних громад» у Рівненській області у Дубровицькому районі Жаденська, Миляцька, Перебродівська та Удрицька сільські ради рішеннями від 26 серпня, 23 і 24 жовтня, 4 листопада 2015 року об'єдналися в Миляцьку сільську територіальну громаду.
11 листопада 2015 року виключено з облікових даних Жаденську, Миляцьку, Перебродівську та Удрицьку сільські ради та включено в облікові дані Миляцьку сільську раду Миляцької сільської територіальної громади.